# ハイ・ファイ・セット
ハイ・ファイ・セット (Hi-Fi Set) は、日本のコーラスグループ。1974年結成、1994年解散。

## 来歴

### デビューまで
フォークグループ「赤い鳥」が路線上の違いから1974年9月に解散。「赤い鳥」のメンバーだった山本潤子（旧姓、新居潤子。1973年4月メンバーの山本俊彦と結婚）、山本俊彦（1947年2月23日 - 2014年3月27日、大阪市出身）、大川茂（1945年9月6日 - 、三重県出身）の3人が同年10月に結成した。グループ名は細野晴臣の案による。

### デビュー後
1975年、「卒業写真」（作詞・作曲：荒井由実、編曲：服部克久）と同名のアルバムの同時リリースでレコード・デビュー。以降「冷たい雨」「朝陽の中で微笑んで」など、荒井の曲を数多くヒットさせ、後に荒井自身がセルフ・カバーしたことでいっそう人気が高まった。
1977年、ブラジルのシンガーソングライター、モーリス・アルバートの「愛のフィーリング（原題はFeelings）」になかにし礼が歌詞をつけたカバー曲「フィーリング」が大ヒット。第28回NHK紅白歌合戦にも出場。以降、山本潤子のソプラノ、山本俊彦のテナー、大川茂のバス・ヴォイスによる抜群のコーラスワークと都会的で洗練されたアレンジで、ニューミュージック全盛の時代に高い人気を誇った。
一時期、広松三和子を「サポートメンバー」として、4人でコンサートをしていたことがある。
エフエム大阪のステーションミュージック「My Beautiful Music」（竜真知子／山本俊彦、編曲：井上鑑）（「マイ・ワンダフル・ミュージック」という曲名で表記されているものもある）もハイ・ファイ・セットが担当したものである。
1980年にいったん活動停止するが、1年後に活動再開し、4ビートジャズを日本語の歌詞で歌うなど新境地を開拓した。1984年には「素直になりたい」がシチズンのCMソングに使われてヒット。1992年10月の活動休止まで、シングル曲26枚、アルバム19枚を残し、1994年9月に解散。

### 解散後
山本潤子はシンガー・ソングライターとして活動していたが、喉の不調から、2014年2月23日に静岡県沼津市の沼津市民文化センターで行ったコンサートで、同年5月6日に名古屋で行われるコンサートをもって無期限休養に入ることを報告。2月25日にはブログでも公表した。
山本俊彦は音楽プロデューサーとして活動していたが、妻の潤子が無期限休養を公表した直後の2014年3月27日、虚血性心不全のため東京都世田谷区の自宅で死去した。67歳没。3月28日の午前6時50分、自宅の2階で倒れているのを潤子が発見し、救急隊員が駆けつけたが、その場で死亡が確認されたという。
大川茂は1995年、横浜市青葉区のスーパーマーケットにて窃盗未遂事件を起こし逮捕。その後不起訴処分となったが、音楽活動には戻っていない。

## メンバー
- 山本潤子（やまもと じゅんこ）
  - 1949年12月30日 - （75歳）
  - 大阪市阿倍野区出身（奈良県吉野郡天川村出生）
- 山本俊彦（やまもと としひこ）
  - 1947年2月23日 - 2014年3月27日（67歳没）[3]
  - 大阪府大阪市出身
- 大川茂（おおかわ しげる）
  - 1945年9月6日 - （79歳）
  - 三重県出身

## ディスコグラフィ

### シングル
| 枚                                 | 発売日                             | タイトル                                                                                     | c/w                                                                                      |
| 東芝EMI / EXPRESS アルファレコード | 東芝EMI / EXPRESS アルファレコード | 東芝EMI / EXPRESS アルファレコード                                                           | 東芝EMI / EXPRESS アルファレコード                                                       |
| ---------------------------------- | ---------------------------------- | -------------------------------------------------------------------------------------------- | ---------------------------------------------------------------------------------------- |
| 1st                                | 1975年2月5日                       | 卒業写真 作詞：荒井由実 作曲：荒井由実 編曲：服部克久                                        | 美術館 作詞：大川茂 作曲：山本俊彦 編曲：岡崎広志・服部克久                              |
| 2nd                                | 1975年5月5日                       | エイジズ・オブ・ロック・アンド・ロール 作詞：大橋一枝 作曲：村井邦彦 編曲：松任谷正隆        | 胸のぬくもり 作詞：山上路夫 作曲：村井邦彦 編曲：服部克久                                |
| 3rd                                | 1975年7月5日                       | 夢うつつ 作詞：ジャック・フィッシュマン 日本語詞：山上路夫 作曲：村井邦彦 編曲：アニタ・カー | 夢うつつ (インストゥルメンタル) 作曲：村井邦彦 編曲：アニータ・カー                      |
| 4th                                | 1975年11月5日                      | スカイレストラン 作詞：荒井由実 作曲：村井邦彦 編曲：松任谷正隆                              | 土曜の夜は羽田に来るの 作詞：荒井由実 作曲：村井邦彦 編曲：松任谷正隆                    |
| 5th                                | 1976年4月20日                      | 冷たい雨 作詞：荒井由実 作曲：荒井由実 編曲：松任谷正隆                                      | ファッショナブル・ラヴァー 作詞：大川茂 作曲：山本俊彦 編曲：松任谷正隆                  |
| 6th                                | 1976年6月20日                      | 幸せになるため 作詞：荒井由実 作曲：村井邦彦 編曲：松任谷正隆                                | 星降る真夜中 作詞：荒井由実 作曲：村井邦彦 編曲：松任谷正隆                              |
| 7th                                | 1976年12月1日                      | フィーリング 作詞：なかにし礼 作曲：モーリス・アルバート 編曲：田辺信一                      | もうひとつのダンス 作詞：大川茂 作曲：山本俊彦 編曲：三保敬太郎                          |
| 8th                                | 1977年4月20日                      | 風の街 作詞：大川茂・松本隆 作曲：山本俊彦 編曲：瀬尾一三                                    | クリスタル･ナイト 作詞：大川茂 作曲：山本俊彦 編曲：瀬尾一三                             |
| 9th                                | 1977年7月5日                       | メモランダム 作詞：なかにし礼 作曲：滝沢洋一 編曲：Bob aleiver                               | 個人的メッセージ 作詞：阿久悠 作曲：佐藤健 編曲：Bob aleiver                             |
| 10th                               | 1977年10月20日                     | 恋の日記 作詞：Howard Greenfield 日本語詞：岩谷時子 作曲：Neil Sedaka 編曲：Bob aleiver      | 愛こそすべて 作詞：なかにし礼 作曲：Carole King 編曲：Bob aleiver                        |
| 11th                               | 1978年4月20日                      | 少しだけまわり道 作詞：竜真知子・中里綴 作曲：井上忠夫 編曲：羽田健太郎                      | レディー・グレイ 作詞：竜真知子 作曲：山本俊彦 編曲：羽田健太郎                          |
| 東芝EMI / EXPRESS                  |                                    |                                                                                              |                                                                                          |
| 12th                               | 1978年8月20日                      | あめりか物語 作詞：荒木とよひさ 作曲：大野雄二 編曲：大野雄二                                | 夏の別離 作詞：大川茂 作曲：山本俊彦 編曲：新川博                                        |
| 13th                               | 1978年11月5日                      | 熱帯夜 作詞：大川茂 作曲：山本俊彦 編曲：新川博 ストリングス編曲：田辺信一                   | 燃える秋 作詞：五木寛之 作曲：武満徹 編曲：田辺信一                                      |
| 14th                               | 1979年5月20日                      | よりそって二人 作詞：大川茂 作曲：山本俊彦 編曲：新川博 コーラスアレンジ：山本俊彦           | 月曜日のプロローグ 作詞：竜真知子 作曲：佐藤健 編曲：田辺信一 コーラスアレンジ：山本潤子 |
| 15th                               | 1981年10月21日                     | NOVEMBER RAIN 作詞：大川茂 作曲：山本俊彦 編曲：佐藤允彦                                     | BYE-BYE BOY 作詞：大川茂 作曲：山本俊彦 編曲：佐藤允彦                                   |
| 16th                               | 1982年3月21日                      | ハロー MR.TELEPHONE 作詞：大川茂 作曲：山本俊彦 編曲：佐藤允彦                               | 故郷からのAIR MAIL 作詞：大川茂 作曲：山本俊彦 編曲：佐藤允彦                            |
| 17th                               | 1982年10月21日                     | miss you 作詞：大川茂 作曲：山本俊彦 編曲：佐藤允彦                                          | 下町(ダウンタウン)Love ルネッサンス 作詞：大川茂 作曲：山本俊彦 編曲：佐藤允彦           |
| 18th                               | 1983年2月1日                       | 心離れるころ 作詞：大津あきら 作曲：南佳孝 編曲：佐藤允彦                                    | LAST BALLAD, LAST COIN 作詞：大川茂 作曲：山本俊彦 編曲：佐藤允彦                        |
| 19th                               | 1983年4月5日                       | ラブストーリーはこれから 作詞：大川茂 作曲：南佳孝 編曲：瀬尾一三                            | Blue Dream 作詞：大川茂 作曲：山本俊彦 編曲：佐藤允彦                                    |
| CBS・ソニー                        |                                    |                                                                                              |                                                                                          |
| 20th                               | 1984年1月21日                      | 素直になりたい 作詞：杉真理 作曲：杉真理 編曲：井上鑑                                        | Good-bye school days 作詞：大川茂 作曲：岡本朗 編曲：井上鑑                              |
| 21st                               | 1984年5月21日                      | 水色のワゴン 作詞：田口俊 作曲：山本俊彦 編曲：新川博 コーラスアレンジ：山本俊彦             | 7月のクリスマス 作詞：田口俊 作曲：伊藤銀次 編曲：国吉良一 コーラスアレンジ：山本俊彦    |
| 22nd                               | 1984年11月1日                      | 星化粧ハレー 作詞：田口俊 作曲：杉真理 編曲：井上鑑 コーラスアレンジ：山本俊彦・杉真理       | デミアン 作詞：田口俊 作曲：山本俊彦 編曲：井上鑑 コーラスアレンジ：山本俊彦             |
| 23rd                               | 1985年2月5日                       | Rainbow signal 作詞：阿雲大 作曲：伊藤銀次 編曲：井上鑑                                      | Boy friend 作詞：小泉亮 作曲：杉真理 編曲：井上鑑                                        |
| 24th                               | 1985年2月5日                       | ひときれの恋 作詞：小泉亮 作曲：杉真理 編曲：井上鑑                                          | 恋のDouble fault 作詞：阿雲大 作曲：山本俊彦 編曲：井上鑑                                |
| CBS/SONY RECORDS                   |                                    |                                                                                              |                                                                                          |
| 25th                               | 1988年5月21日                      | プラトニックしましょ 作詞：田口俊 作曲：杉真理 編曲：新川博                                  | とりあえずNARITA 作詞：大川茂 作曲：山本俊彦 編曲：HEXAGON                               |
| 26th                               | 1989年12月1日                      | 今夜だけの恋人 作詞：大川茂 作曲：山本俊彦 編曲：小池修                                      | ムーンハイウェイ 作詞：田口俊 作曲：山本俊彦 編曲：新川博                                |
| 27th                               | 1990年3月1日                       | Angels Fly 〜天使の季節〜 作詞：佐藤めぐみ 作曲：山本俊彦 編曲：新川博                       | モーニング・フライト 作詞：佐藤めぐみ 作曲：山本俊彦 編曲：山崎教昌                      |
| Sony Records                       |                                    |                                                                                              |                                                                                          |
| 28th                               | 1991年4月25日                      | 忘れないわ 作詞：小田和正 作曲：小田和正 編曲：小田和正                                      | ABCをもう一度 作詞：大川茂 作曲：山本俊彦 編曲：新川博                                   |

### アルバム

#### オリジナル・アルバム
| 枚                | 発売日            | タイトル           | 収録曲 |
| 東芝EMI / EXPRESS | 東芝EMI / EXPRESS | 東芝EMI / EXPRESS  | 東芝EMI / EXPRESS |
| ----------------- | ----------------- | ------------------ | --- |
| 1st               | 1975年2月5日      | 卒業写真           | 1. OVERTURE 2. AGES OF ROCK AND ROLL 3. 卒業写真 4. 胸のぬくもり 5. 今日と明日の間に 6. 大きな街 7. 美術館 8. 十円木馬 9. フィッシュ・アンド・チップス 10. 海を見ていた午後 11. 愛の花咲く道                                                                                  |
| 2nd               | 1976年6月5日      | Fashionable Lover  | 1. 星のストレンジャー 2. 朝陽の中で微笑んで 3. ジュ マンニュイ 4. フェアウェルパーティ 5. 冷たい雨 6. ファッショナブル・ラヴァー 7. 荒涼 8. 真夜中の面影 9. 月にてらされて 10. グランド・キャニオン                                                                           |
| 3rd               | 1977年2月5日      | ラブ・コレクション | 1. オン・エニィ・サンデイ 2. 雨のステイション 3. 眠い朝 4. まぶしい貴方 5. 夜の傷 6. クリスタル・ナイト 7. フィーリング 8. カントリー・ボーイ 9. 夢に見たジャマイカ 10. 中央フリーウェイ                                                                                      |
| 4th               | 1977年9月5日      | THE DIARY          | 1. 恋の日記 2. 風の街 3. 遠くからみちびいて 4. メモランダム 5. 海辺の避暑地に 6. 愛こそすべて 7. 暖炉でマシュマロ 8. いつかスターに 9. 個人的メッセージ 10. リトル・バロック                                                                                                  |
| 5th               | 1978年6月5日      | Swing              | 1. スウィング 2. 少しだけまわり道 3. 火の鳥 - 日本語バージョンは、ハイ・ファイ・セットの他、サーカスと、松崎しげるの競作だった。 4. 夕空にハング・グライダー 5. 空港まで 6. 幕開け 7. レディー・グレイ 8. ダンス・ダンス・ダンス 9. オー・ラッキー・レディー 10. 君を行かせて |
| 6th               | 1978年11月20日    | Coming Up          | 1. ノックダウン 2. 流れ星 3. ミッドナイト・エンジェル 4. ひとりぼっちのクリスマス 5. HAVANA CANDY 6. バーボン・トリップ 7. 月曜日のプロローグ 8. モノクローム 9. 夜空を南へ (WE ARE FLYING) 10. 冬の海                                                                        |
| 7th               | 1979年7月5日      | 閃光 (フラッシュ)  | 1. よりそって二人 2. 最後の春休み 3. スクールバンドの女の子 4. 22時15分 5. レインワルツ アンド ラビングユー 6. スローダンス 7. きまぐれトランプ 8. 夜の長距離バス 9. 春が始まる日 10. 歌を捧げて                                                                              |
| 8th               | 1979年12月20日    | QUARTER REST       | 1. ブロードウェイで夕食を 2. 薄れゆくメロディー 3. 緑の町に舞い降りて 4. TWO IN THE PARTY 5. 雪どけを待ちながら 6. DESTINY 7. 微笑の翳り 8. 五月になったら 9. CONCERT LANE 10. PARTY IS OVER 11. P.S.                                                                         |
| 9th               | 1981年6月21日     | 3 NOTES            | 1. 危険なフレンド・シップ 2. 人生はJam Session 3. LAST BALLAD,LAST COIN 4. ブーツと酒とウェディング・ドレス 5. I Love You Again 6. Bop's clubhouse 7. うぬぼれスマイル 8. 亜麻色の八月 9. トリオ恋SOUNDS 10. starlight lullaby                                                |
| 10th              | 1982年4月1日      | 1&2                | 1. BIG BRASS 2. ハローMR.TELEPHONE 3. 過去からディスタント・コール 4. ワオ!he's cookin' 5. NOVEMBER RAIN 6. 気があいすぎて… 7. 故郷からのAir Mail 8. 窓いっぱいの海 9. 真夜中のBye Bye-Show 10. Long Good-bye                                                                 |
| 11th              | 1983年2月21日     | I miss you         | 1. 下町(ダウンタウン)LOVEルネッサンス 2. 心離れるころ 3. Blue Dream 4. 負けるが勝ち 5. シーズン・オフのサンタクロース 6. Big Apple 7. Sentimental Morning 8. キャサリン 9. インディアン・サマーのふたり 10. miss you                                                          |
| CBS・ソニー       |                   |                    | |
| 12th              | 1984年2月25日     | PASADENA PARK      | 1. 水色のワゴン 2. 素直になりたい 3. 霧雨で見えない 4. 7月のクリスマス 5. 1999 6. キャトリーヌ on air 7. Magic Moutain Lady 8. Viva! オフ・ローダー 9. 真夜中のTV 10. Good-bye school days                                                                                    |
| 13th              | 1985年2月25日     | INDIGO             | 1. Rainbow signal 2. 恋愛狂時代 3. Boy friend 4. シャンペンと地動説 5. Milky way 6. 星化粧ハレー 7. Bloomin' blue 8. 恋のDouble fault 9. デミアン 10. 雨のSentosa 11. 星/導/夜                                                                                                |
| 14th              | 1986年4月10日     | SWEET LOCOMOTION   | 1. Rosy White 2. Sweet Locomotion 3. Do You Remember Me? 4. ひときれの恋 5. Elevator Town 6. Starship 7. June Flight 8. Vitamin L 9. Spring & All 10. たった一枚のフォトグラフ                                                                                                |
| 15th              | 1987年4月1日      | Gibraltar          | 1. Ceramic Smile 2. Time Table 3. 情事の終わり 4. 誰か踊ってくれませんか 5. 夏のフィナーレ 6. 秘密旅行 7. 北極経由 8. Paris Vision 9. 白夜 10. 終着駅 |
| CBS/SONY RECORDS  |                   |                    | |
| 16th              | 1988年3月21日     | Eyebrow            | 1. プラトニックしましょ 2. シャドー ラブ 3. Egg Benedict 4. スローナンバー 5. Too hot day 6. とりあえずNARITA 7. サブリナ 8. 寒い夏 9. Pink Sand Dune 10. 観覧車 |
| 17th              | 1990年3月21日     | White Moon         | 1. ムーン・ハイウェイ 2. Angels Fly 3. 永遠のSunny Days 4. Shall We Dance Again? 5. 今夜だけの恋人 6. モーニング・フライト 7. Blue Lagoon 8. Shoot the Moon 9. Gloria 10. 明日への贈り物                                                                                      |
| Sony Records      |                   |                    | |
| 18th              | 1991年4月25日     | Get A Move On      | 1. 忘れないわ 2. 彼女の恋人 3. GENESIS LOVE 4. 恋のルーレット 5. Sincerely 6. 流れ星の島 7. ABCをもう一度 8. 長い夢 9. Promised Land 10. Tear of mother, smile of father |
| 19th              | 1992年4月22日     | Tender Loving Care | 1. ときめきより速く 2. 青空が哀しい 3. ささやかな祈り 4. ななつちがい 5. Dear My Friend 6. それぞれの地図 7. All for You 8. 決心 9. Little May Sick 10. 心のゆくえ |

#### ベストアルバム
| 発売日                                | タイトル                                                            | 備考                                                                                              |
| 東芝EMI / EXPRESS                     | 東芝EMI / EXPRESS                                                   | 東芝EMI / EXPRESS                                                                                 |
| ------------------------------------- | ------------------------------------------------------------------- | ------------------------------------------------------------------------------------------------- |
| 1977年12月1日                         | HI-FI BLEND                                                         |                                                                                                   |
| 1984年3月21日                         | POPS BEST SETTING                                                   |                                                                                                   |
| 1984年3月21日                         | 4 BEAT BEST SETTING                                                 |                                                                                                   |
| 1992年8月26日                         | best collection ハイ・ファイ・セット                                | 東芝EMI音源（1978年-1983年）の17曲を収録。                                                        |
| 1999年10月27日                        | ハイ・ファイ・セット Singles                                        | 「卒業写真」から「ラブストーリーはこれから」まで、全シングルのAB両面を収録。                      |
| アルファレコード                      |                                                                     |                                                                                                   |
| 1979年10月25日                        | HI-FI BLEND PART2                                                   |                                                                                                   |
| 1981年11月21日                        | HI-FI BLEND PART3                                                   |                                                                                                   |
| 1984年10月25日                        | Hi-fi Set Sings Yuming                                              | ユーミンから提供された楽曲とカバー楽曲のみを収録。                                                |
| アルファミュージック                  |                                                                     |                                                                                                   |
| 1997年7月24日                         | TWINS SUPER BEST OF ハイ・ファイ・セット                            |                                                                                                   |
| Sony Music Entertainment (Japan) Inc. |                                                                     |                                                                                                   |
| 1991年11月21日                        | LA MEMOIRE                                                          |                                                                                                   |
| 1998年11月21日                        | GOLDEN J-POP/THE BEST ハイ・ファイ・セット                          |                                                                                                   |
| Sony Music House                      |                                                                     |                                                                                                   |
| 2002年6月19日                         | GOLDEN☆BEST ハイ・ファイ・セット 荒井由実・松任谷由実・杉真理作品集 |                                                                                                   |
| Sony Music Direct / GT music          |                                                                     |                                                                                                   |
| 2005年6月29日                         | ハイ・ファイ・セット CD&DVD THE BEST                                |                                                                                                   |
| 2009年7月15日                         | ハイ・ファイ・セット アルファミュージック編 1975〜1978              | 結成35周年記念4枚組ベストアルバム。                                                               |
| 2012年7月25日                         | GOLDEN☆BEST ハイ・ファイ・セット コンプリート・シングルコレクション | 「卒業写真」から「忘れないわ」まで、全シングルのAB面から31曲＋ボーナストラック4曲の全35曲を収録。 |
| Sony Music Direct / CS Record         |                                                                     |                                                                                                   |
| 2006年11月10日                        | ハイ・ファイ・セット GIFT BOX                                       | 「卒業写真」から「忘れないわ」まで、全シングルのAB両面を収録。                                    |
| ユニバーサルミュージック              |                                                                     |                                                                                                   |
| 2014年7月2日                          | ベスト・コレクション                                                |                                                                                                   |
| 2017年10月25日                        | QUARTER REST                                                        |                                                                                                   |

#### ライブ・アルバム
| 枚               | 発売日           | タイトル         | 収録曲 |
| CBS/SONY RECORDS | CBS/SONY RECORDS | CBS/SONY RECORDS | CBS/SONY RECORDS |
| ---------------- | ---------------- | ---------------- | --- |
| 1st              | 1989年3月21日    | COLLECTION       | Disc-1 1. 水色のワゴン 2. SWEET LOCOMOTION 3. 卒業写真 4. スカイレストラン 5. 土曜の夜は羽田に来るの 6. レディー グレイ 7. NOVEMBER RAIN 8. TWO IN THE PARTY 9. 恋の日記 (The Diary) 10. OH! LUCKY LADY 11. フェアウェル パーティー 12. Good-bye School Days Disc-2 1. フィーリング 2. よりそって二人 3. 美術館 4. 下町Loveルネッサンス 5. Bop's Clubhouse 6. DUKE ELINGTON MEDLEY 7. フィッシュ アンド チップス 8. ファッショナル ラバー 9. 素直になりたい 10. DAY LIGHT 11. Boy Friend |

#### 参加作品
| 発売日         | タイトル      | 収録曲               | 備考                                                                     |
| -------------- | ------------- | -------------------- | ------------------------------------------------------------------------ |
| 1986年11月21日 | Winter Lounge | かってなバイブル     | 杉真理を中心としたオムニバス・アルバム（クリスマス向けコンピレーション） |
| 1987年6月11日  | Summer Lounge | もう海へは誘わないで | 杉真理を中心としたオムニバス・アルバム（夏向けコンピレーション）         |
| 1994年6月1日   | Gorgeous      | 言えないよ           |                                                                          |

### 映像作品
| 枚          | 発売日        | タイトル             |             |
| CBS・ソニー | CBS・ソニー   | CBS・ソニー          | CBS・ソニー |
| ----------- | ------------- | -------------------- | ----------- |
| 1st         | 1985年11月1日 | レインボー・シグナル |             |

### タイアップ曲
| 楽曲                         | タイアップ                                                 | 収録作品                              | 時期   |
| ---------------------------- | ---------------------------------------------------------- | ------------------------------------- | ------ |
| 幸せになるため               | 日本テレビ系ドラマ『たんぽぽ』主題歌                       | シングル「幸せになるため」            | 1976年 |
| 朝陽の中で微笑んで           | 映画『凍河』主題歌                                         | アルバム『Fashionable Lover』         | 1976年 |
| 風の街                       | ヤマハ『パッソル』CMイメージソング                         | シングル「風の街」                    | 1977年 |
| 火の鳥                       | 映画『火の鳥』主題歌                                       | アルバム『Coming Up』                 | 1978年 |
| あめりか物語                 | 日本航空"COME TO AMERICA'78" CMイメージソング              | シングル「あめりか物語」              | 1978年 |
| 燃える秋                     | 三越・東宝提携作品『燃える秋』主題歌                       | シングル「熱帯夜」                    | 1978年 |
| 夜空を南へ (WE ARE FLYING)   | 森永製菓『ハイクラウン』CMイメージソング                   | アルバム『Swing』                     | 1978年 |
| 中央フリーウェイ             | スタンレー電気 CMイメージソング                            | アルバム『ラブ・コレクション』        | 1978年 |
| I Love You Again             | 伊勢丹 CM曲                                                | アルバム『3 NOTES』                   | 1981年 |
| インディアン・サマーのふたり | 伊勢丹 キャンペーンソング                                  | アルバム『I miss you』                | 1983年 |
| ラブストーリーはこれから     | 資生堂『ベネフィーク』CMイメージソング                     | シングル「ラブストーリーはこれから」  | 1983年 |
| Blue Dream                   | 就職情報センター CMイメージソング                          | シングル「ラブストーリーはこれから」  | 1983年 |
| 素直になりたい               | シチズン『19才のリビエール』CFイメージソング               | シングル「素直になりたい」            | 1984年 |
| 星化粧ハレー                 | カネボウ化粧品 イメージソング                              | シングル「星化粧ハレー」              | 1984年 |
| プラトニックしましょ         | BVD CMイメージソング                                       | シングル「プラトニックしましょ」      | 1988年 |
| 今夜だけの恋人               | Victoria '90 WINTER イメージソング                         | シングル「今夜だけの恋人」            | 1989年 |
| ムーンハイウェイ             | HUMAX GROUPラジオCMソング                                  | シングル「今夜だけの恋人」            | 1989年 |
| Angels Fly 〜天使の季節〜    | 日立ルームエアコン『白くまくん』イメージソング             | シングル「Angels Fly 〜天使の季節〜」 | 1990年 |
| 永遠のSunny Days             | 小堀住建 CMイメージソング                                  | アルバム『White Moon』                | 1990年 |
| 明日への贈り物               | よみうりテレビ・日本テレビ系朝の連続ドラマ『花真珠』主題歌 | アルバム『White Moon』                | 1990年 |
| 忘れないわ                   | テレビ朝日系『火曜ミステリー劇場』主題歌                   | シングル「忘れないわ」                | 1991年 |
| GENESIS LOVE                 | 商工中金 CMイメージソング                                  | アルバム『Get A Move On』             | 1991年 |

### 社歌
| 楽曲           | 企業名                          | 作詞                          | 作曲             | 備考                                                                     |
| -------------- | ------------------------------- | ----------------------------- | ---------------- | ------------------------------------------------------------------------ |
| 浪漫鉄道       | 九州旅客鉄道                    | 永富正廣 伊藤アキラ（補作詞） | 鈴木キサブロー   |                                                                          |
| ひかりを超えて | シャープ （コーポレートソング） | 伊藤アキラ                    | タケカワユキヒデ |                                                                          |
| 地球にひとつの | シャープ （イメージソング）     | 伊藤アキラ                    | タケカワユキヒデ | ラジオ沖縄のローカル番組『シャープと共に』のオープニングでも放送された。 |

### 未発表曲
- 『スクエアライト ラブ』 - スタンレー電気CMソング（作詞：大川茂、作曲：山本俊彦、編曲：新川博。1979年）

　非売品レコードのみ製作。
- 『歓び』 - トヨタ自動車・カリーナCMソング（作詞：阿久悠、作曲：鈴木康博。1988年）

## NHK紅白歌合戦出場歴
| 年度/放送回               | 回 | 曲目         | 出演順 | 対戦相手                 |
| ------------------------- | -- | ------------ | ------ | ------------------------ |
| 1977年（昭和52年）/第28回 | 初 | フィーリング | 08/24  | 森田公一とトップギャラン |

注意点
- 出演順は「出演順/出場者数」で表す。

## NHKみんなのうた
| 初放送年月                                     | 曲目                | 再放送年月 |
| ---------------------------------------------- | ------------------- | --- |
| 1975年（昭和50年）12月 - 1976年（昭和51年）1月 | 白い道 （1975年版） | 1976年（昭和51年）12月 - 1977年（昭和52年）1月 2012年12月（平成24年）12月 - 2013年（平成25年）1月 2014年（平成26年）12月 - 2015年（平成27年）1月 2022年（令和4年）2月 |
| 1976年（昭和51年）8月 - 9月                    | いつかある日        | |
| 1977年（昭和52年）4月 - 5月                    | 星から落ちた迷い子  | 1977年（昭和52年）10月 - 11月 2005年（平成17年）12月 - 2006年（平成18年）1月 2015年（平成27年）4月 - 5月                                                              |